# Marokkanische Volleyballnationalmannschaft der Männer
Die marokkanische Volleyballnationalmannschaft der Männer ist die Auswahl marokkanischer Volleyballspieler, welche die Fédération Royale Marocaine de Volley-Ball (FRMVB) auf internationaler Ebene, beispielsweise in Freundschaftsspielen gegen die Auswahlmannschaften anderer nationaler Verbände, aber auch bei internationalen Wettbewerben repräsentiert. 1959 trat der nationale Verband dem Weltverband Fédération Internationale de Volleyball (FIVB) bei. Im Oktober 2021 wurde die Mannschaft auf dem fünften Platz der kontinentalen Rangliste geführt.

## Internationale Wettbewerbe

### Marokko bei Weltmeisterschaften
Die Mannschaft konnte sich bisher nicht für eine Weltmeisterschaft qualifizieren.

### Marokko bei Olympischen Spielen
Bisher gelang es der Mannschaft nicht, sich für die olympischen Wettbewerbe zu qualifizieren.

### Marokko bei Afrikameisterschaften
Die Mannschaft kann bisher 13 Teilnahmen an der Afrikameisterschaft vorweisen:
| - 1967: nicht qualifiziert - 1971: nicht qualifiziert - 1976: 3. Platz - 1979: nicht qualifiziert - 1983: nicht qualifiziert - 1987: nicht qualifiziert - 1989: nicht qualifiziert - 1991: nicht qualifiziert - 1993: 5. Platz - 1995: 4. Platz - 1997: nicht qualifiziert - 1999: 5. Platz | - 2001: nicht qualifiziert - 2003: 5. Platz - 2005: 7. Platz - 2007: nicht qualifiziert - 2009: 4. Platz - 2011: 6. Platz - 2013: 3. Platz - 2015: 3. Platz - 2017: 5. Platz - 2019: 5. Platz - 2021: 4. Platz |

### Marokko bei den Afrikaspielen
Marokkos Volleyballnationalmannschaft der Männer nahm im Jahr 2019 zum ersten Mal an den Afrikaspielen teil und belegte den vierten Platz.

### Marokko beim World Cup
Marokko kann bisher keine Teilnahme am World Cup – dem Qualifikationsturnier für die Olympischen Spiele – vorweisen.

### Marokko in der Weltliga
Die Weltliga fand bisher ohne marokkanische Beteiligung statt.